# Marco Perperna (cónsul 92 a. C.)
Marco Perperna (en latín Marcus Perpenna o Perperna), fue un senador y cónsul romano, Perperna era hijo del cónsul de 130 a. C. Marco Perperna.

## Carrera política
Marco Perperna obtuvo el consulado en 92 a. C. con Cayo Claudio Pulcro. Perperna obtuvo la censura en 86 a. C. junto a Lucio Marcio Filipo. La censura de Perperna es mencionada por Marco Tulio Cicerón, además, Cornelio Nepote habla sobre Perperna como censor.
Aunque Perperna vivió en una época turbulenta, no jugó un papel importante en los conflictos que se sucedieron en Roma. En la guerra mársica, 90 a. C., fue uno de los legados, que sirvió bajo el cónsul Publio Rutilio Lupo.
Marco Perperna fue juez (Judex) en el juicio de Cayo Aculeo, y también en el de Quinto Roscio, al que defendió Cicerón. En 54 a. C. Perperna formó parte del grupo de consulares que testificaron en  el juicio de Marco Emilio Escauro. Perperna vivió hasta una edad muy avanzada, sobrevivió a todos los senadores que formaban ese cuerpo cuando él era cónsul, cuando murió en el año 49 a. C. a la edad de noventa y nueve años sólo quedaban siete senadores que habían entrado en el Senado durante su censura.